# Ulysse (traghetto)
L' Ulysse è un traghetto Ro-Ro appartenente alla compagnia di navigazione tunisina CoTuNav.

## Servizio
Varato il 1 febbraio 1997 nei cantieri navali SSW Fähr- u. Spezialschiffbau GmbH di Bremerhaven con il nome di Ulysse per la tunisina CoTuNav e consegnato il 1º luglio dello stesso anno, prende servizio nei collegamenti tra Livorno, Rades, Genova e Tunisi.
Alle 7:30 circa del 7 ottobre 2018, durante la navigazione da Tunisi a Genova, entra in collisione con la portacontainer CSL Virginia, all'ancora a circa 30 km a nord di Capo Corso.L'11 ottobre le 2 navi vengono divise e l'Ulysse viene trasferito a Rades e successivamente sottoposto a lavori di manutenzione straordinaria a Menzel Bourguiba dal 16 ottobre.

## Navi gemelle
- Salammbo (ex Salammbo 7)